# Mojoroto (Mojoroto)
Mojoroto is een bestuurslaag in het regentschap Kediri van de provincie Oost-Java, Indonesië. Mojoroto telt 14.090 inwoners (volkstelling 2010).